# أمي الحزينة (أغنية)

أمي الحزينة (بالإنجليزية: Mamy Blue)‏ هي أغنية صدرت عام 1970، كتبها كاتب الأغاني الفرنسي «هوبير جيرو». تمت كتابة الأغنية في الأصل باللغة الفرنسية، وتم تقديمها باللغة الإنجليزية في عام 1971، لتصبح  نجاحًا عالميًا لفريق البوب «بوب توبس Pop Tops» الأسباني، ثم للمغني الفرنسي «جويل دايديه Joel Dayde» و«روجر واتيكر Roger Whittaker»، ثم حققت الأغنية نجاحًا كبيرًا في إيطاليا باللغة الإيطالية لداليدا وفي فرنسا بلغتها الفرنسية الأصلية للمغنية «نيكوليتا»، كما تم إصدارها بعدد من اللغات الأخرى سجلها عدد كبير من فناني التسجيل المحليين في جميع أنحاء أوروبا (91 فنان)، بينما وصلت النسخة الإنجليزية من فريق «كاريزما Charisma» إلى المرتبة الأولى في جنوب إفريقيا. تم كتابة عنوان الأغنية بشكل عام على أنه «مامي بلو» Mamy Blue أو Mammy Blue في العالم الناطق باللغة الإنجليزية.

## خلفية الأغنية
كان كاتب الأغاني الفرنسي المخضرم هوبير جيرو في سيارته في إزدحام مروري باريسي عندما خطرت له فكرة الأغنية، وأكمل كتابتها في غضون أيام قليلة. بعد أربعة أشهر، تم إنتاج أول نسخة مسجلة من «مامي بلو» باستخدام كلمات إيطالية للمغنية الإيطالية إيفانا سبانيا في ألبومها الأول، وفي مايو 1971، أخذ الأغنية منتج الإسطوانات السويسري «آلان ملهود» ومقره في إسبانيا، ليغنيها الفريق الأسباني «بوب توبس» بعد أن كتب رئيس الفريق «فيل ترم» الكلمات الإنجليزية، وسرعان ما سجلها الفرنسي «جويل دايديه» باللغة الإنجليزية، لتحتل هذه النسخة المرتبة الأولى في قوائم أفضل الأغاني في فرنسا كما فعلت أغنية البوب توبس، وسجلتها «نيكوليتا» بالفرنسية لتصعد إلى المرتبة الرابعة.

## كلمات الأغنية
أوه، أمي الحزينة Oh, mamy blue
قد أكون إبنك المنسي (I may be your forgotten son (Oh, mamy
الضائع وهو في الحادية والعشرين (Who wandered off at twenty-one (Oh, mamy
من المحزن أن أجد نفسي في البيت (It’s sad to find myself at home (Oh, mamy
وأنت لست في الجوار And you (Blue) you’re not around
إذا كان بإمكاني فقط أن أمسك بيدك (If I could only hold your hand (Oh, mamy
وأقول «أنا آسف، نعم أنا» (And say “I’m sorry, yes I am” (Oh, mamy
أنا متأكد من إنك تفهم حقًا (I’m sure you really understand (Oh, mamy
اوه يا أمي أين أنت الآن؟ Oh ma, (Blue) where are you now
أوه، أمي الحزينة Oh, mamy blue
بيتك الذي تقاسمناه على التل (Her house we shared upon the hill (Oh, mamy
يبدو بلا حياة لكنه لا يزال في مكانه (Seems lifeless but is standing still (Oh, mamy
وذكريات طفولتي تملأ (And memories of my childhood fill (Oh, mamy
عقلي يا مامي، مامي، مامي My mind (Blue), oh, mamy, mamy, mamy
لقد مررت بكل دروب الحياة (I’ve been through all the walks of life (Oh, mamy
رأيت أيامًا متعبة وليالي وحدة (Seen tired days and lonely nights (Oh, mamy
والآن بدونك جانبي (And now without you by my side (Oh, mamy
أنا ضائع، كيف سأعيش؟ I’m lost (Blue), how will I survive
أوه (أمي الحزينة)، لا تفوت الماء أبدًا Oh, mamy, mamy blue) You never miss the water)
أوه،(أمي الحزينة)، حتى يجف البئر Oh, mamy blue) ‘Til your well run dry)
أوه، (أمي الحزينة)، أشعر بذلك وسأظل كذلك Oh, mamy, mamy blue) I feel so I’ll always be)
أوه،(أمي الحزينة)، طفلك البالغ Oh, mamy blue) Your grown up child)
أوه،(أمي الحزينة)، أحتاج كتفك Oh, mamy, mamy blue) I need your shoulder)
أوه،(أمي الحزينة)،  كي أحاول أن أصلي Oh, mamy blue) To pray if I have tried)
أوه، (أمي الحزينة)، أحتاج إلى عناق دافئ Oh, mamy, mamy blue) I need your warm embrace)
أوه، (أمي الحزينة)، وإبتسامتك المريحة Oh, mamy blue) And your comforting smile)
أوه،(أمي الحزينة)،  قبل أن تتمكنِ من الرؤية Oh, mamy, mamy blue) Before you can see)
أوه،(أمي الحزينة)، أو من سماع صوتي يبكي Oh, mamy blue) Or hear my voice cry)

## وصلات خارجية
https://www.youtube.com/watch?v=i3qYXxR3yWY أمي الحزينة (أغنية)
https://www.youtube.com/watch?v=X1KazIiQOKI أمي الحزينة (أغنية)